# Schaatsen op de Olympische Winterspelen 1932

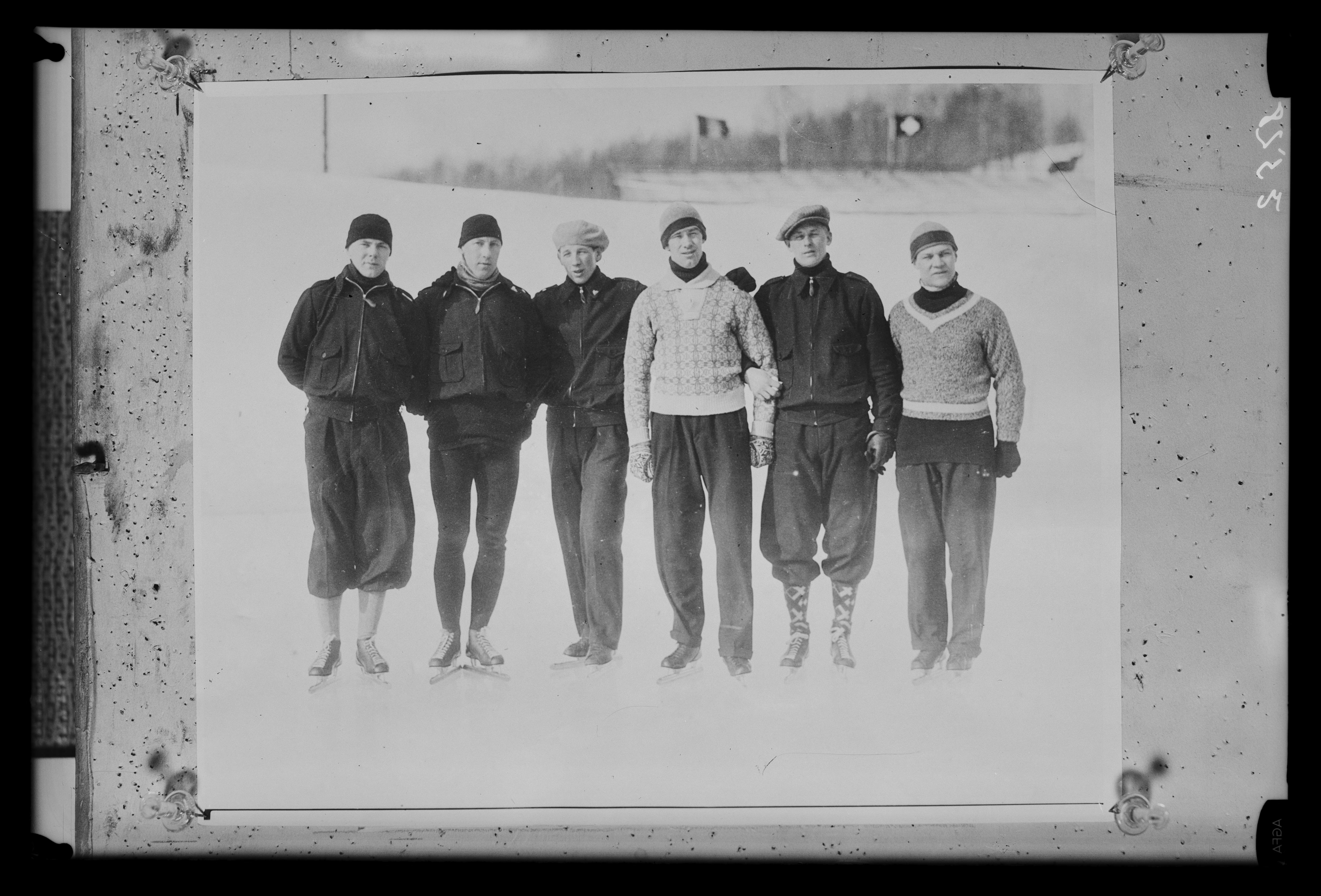
De Noorse ploeg

Schaatsen is een van de sporten die beoefend werden tijdens de Olympische Winterspelen 1932 in Lake Placid, Verenigde Staten. Plaats van handeling was het James B. Sheffield Olympic Skating Rink waar in 1932 nog op natuurijs werd geschaatst. De wedstrijden werden geschaatst volgens de "North American Rules", oftewel in pack-style (massa-start, tot acht schaatsers tegelijk in de baan).

## Mannen

### 500 m
| Rang   | Sporter(s)     | Land | Tijd | Verschil |
| ------ | -------------- | ---- | ---- | -------- |
| Goud   | Jack Shea      | USA  | 43,4 | =OR      |
| Zilver | Bernt Evensen  | NOR  |      | + 5 m    |
| Brons  | Alexander Hurd | CAN  |      | + 8 m    |
| 4      | Frank Stack    | CAN  |      |          |
| 5      | William Logan  | CAN  |      |          |
| 6      | John Farrell   | USA  |      |          |

### 1500 m
| Rang   | Sporter(s)     | Land | Tijd   | Verschil |
| ------ | -------------- | ---- | ------ | -------- |
| Goud   | Jack Shea      | USA  | 2:57,5 |          |
| Zilver | Alexander Hurd | CAN  |        | + 5 m    |
| Brons  | William Logan  | CAN  |        | + 6 m    |
| 4      | Frank Stack    | CAN  |        |          |
| 5      | Ray Murray     | USA  |        |          |
| 6      | Herb Taylor    | USA  |        |          |

### 5000 m
| Rang   | Sporter(s)      | Land | Tijd   | Verschil |
| ------ | --------------- | ---- | ------ | -------- |
| Goud   | Irving Jaffee   | USA  | 9:40,8 |          |
| Zilver | Eddie Murphy    | USA  |        | + 2 m    |
| Brons  | William Logan   | CAN  |        | + 4 m    |
| 4      | Herb Taylor     | USA  |        |          |
| 5      | Ivar Ballangrud | NOR  |        |          |
| 6      | Bernt Evensen   | NOR  |        |          |
| 7      | Frank Stack     | CAN  |        |          |
| 8      | Carl Smyth      | CAN  |        |          |

### 10.000 m
| Rang   | Sporter(s)       | Land | Tijd    | Verschil |
| ------ | ---------------- | ---- | ------- | -------- |
| Goud   | Irving Jaffee    | USA  | 19:13,6 |          |
| Zilver | Ivar Ballangrud  | NOR  |         | + 5 m    |
| Brons  | Frank Stack      | CAN  |         | + 6 m    |
| 4      | Edwin Wedge      | USA  |         |          |
| 5      | Valentine Bialas | USA  |         |          |
| 6      | Bernt Evensen    | NOR  |         |          |
| 7      | Alexander Hurd   | CAN  |         |          |
| 8      | Eddie Schroeder  | USA  |         |          |

## Vrouwen (demonstratiesport)

### 500 m
| Rang | Sporter(s)          | Land | Tijd | Verschil |
| ---- | ------------------- | ---- | ---- | -------- |
| 1    | Jean Wilson         | CAN  | 58,0 |          |
| 2    | Elizabeth Dubois    | USA  |      |          |
| 3    | Kit Klein           | USA  |      |          |
| 4    | Lela Brooks-Potter  | CAN  |      |          |
| 5    | Elsie Muller-McLave | USA  |      |          |
| 6    | Helen Bina          | USA  |      |          |

### 1000 m
| Rang | Sporter(s)         | Land | Tijd   | Verschil |
| ---- | ------------------ | ---- | ------ | -------- |
| 1    | Elizabeth Dubois   | USA  | 2:04,0 |          |
| 2    | Hattie Donaldson   | CAN  |        |          |
| 3    | Dorothy Franey     | USA  |        |          |
| 4    | Lela Brooks-Potter | CAN  |        |          |
| 5    | Geraldine Mackie   | CAN  |        |          |
| 6    | Jean Wilson        | CAN  |        |          |

### 1500 m
| Rang | Sporter(s)         | Land | Tijd   | Verschil |
| ---- | ------------------ | ---- | ------ | -------- |
| 1    | Kit Klein          | USA  | 3:00,6 |          |
| 2    | Jean Wilson        | CAN  |        |          |
| 3    | Helen Bina         | USA  |        |          |
| 4    | Geraldine Mackie   | CAN  |        |          |
| 5    | Dorothy Franey     | USA  |        |          |
| 6    | Lela Brooks-Potter | CAN  |        |          |

## Medaillespiegel
| Plaats | Land             | NOC    | Goud | Zilver | Brons | Totaal |
| ------ | ---------------- | ------ | ---- | ------ | ----- | ------ |
| 1      | Verenigde Staten | USA    | 4    | 1      | 0     | 5      |
| 2      | Noorwegen        | NOR    | 0    | 2      | 0     | 2      |
| 3      | Canada           | CAN    | 0    | 1      | 4     | 5      |
| Totaal | Totaal           | Totaal | 4    | 4      | 4     | 12     |

Chamonix 1924 · 
St. Moritz 1928 · 
Lake Placid 1932 · 
Garmisch-Partenkirchen 1936 · 
St. Moritz 1948 · 
Oslo 1952 · 
Cortina d'Ampezzo 1956 · 
Squaw Valley 1960 · 
Innsbruck 1964 · 
Grenoble 1968 · 
Sapporo 1972 · 
Innsbruck 1976 · 
Lake Placid 1980 · 
Sarajevo 1984 · 
Calgary 1988 · 
Albertville 1992 · 
Lillehammer 1994 · 
Nagano 1998 · 
Salt Lake City 2002 · 
Turijn 2006 · 
Vancouver 2010 · 
Sotsji 2014 · 
Pyeongchang 2018 · 
Peking 2022 · 
Milaan 2026
Lijst van olympische medaillewinnaars
Bobsleeën · Curling (demonstratie) · Hondenslee race (demonstratie) · Kunstrijden · Langlaufen · Noordse combinatie · Schaatsen · Schansspringen · IJshockey